# Jenei László
Jenei László (Miskolc, 1964. május 3. —) író, szerkesztő.

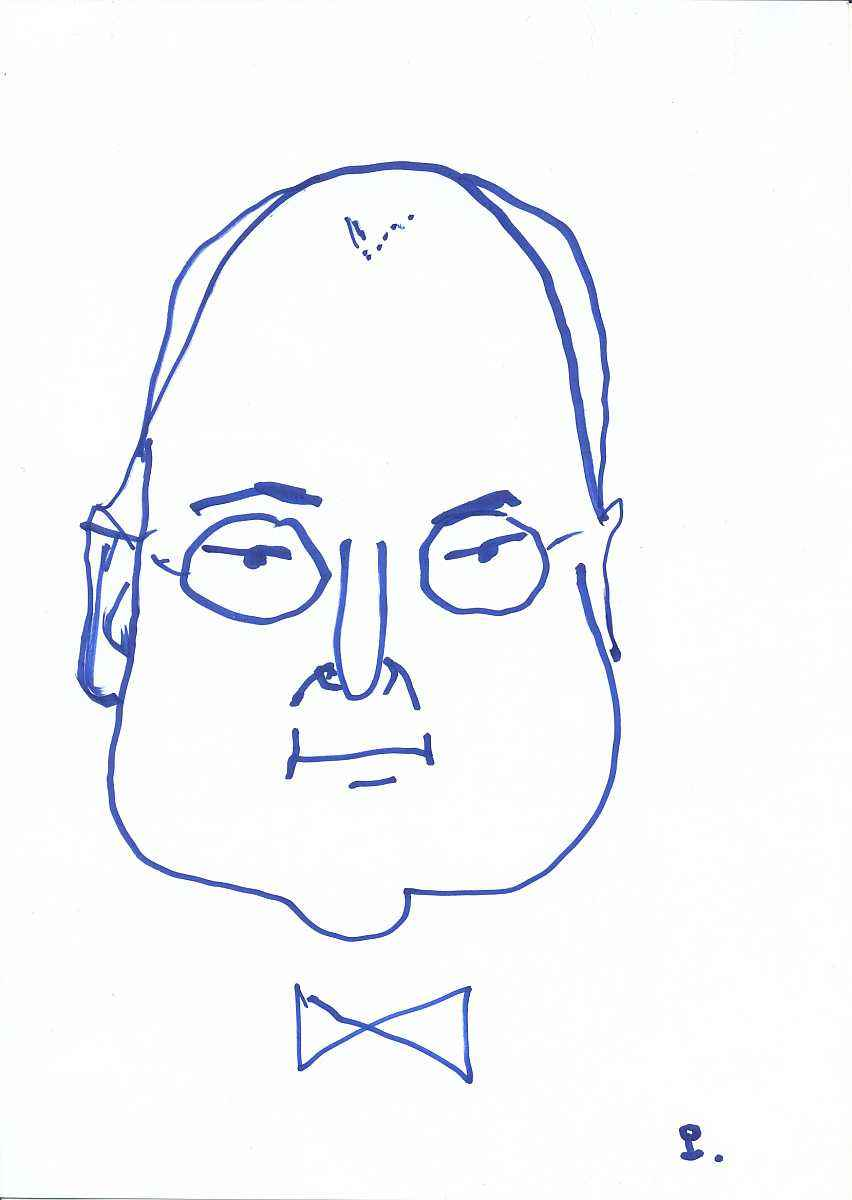
Papp Gábor rajza Jenei Lászlóról

Tagja a Széchenyi Irodalmi és Művészeti Akadémia Miskolci Területi Csoportjának, a Szépírók Társaságának, tiszteletbeli tagja a József Attila Körnek. 1989-ben összeállította össze Mészöly Miklós munkásságának bibliográfiáját. 1990-ben a Magyar Tudományos Akadémia–Soros Alapítvány éves ösztöndíját („Országos figyelmet érdemlő szellemi műhely megteremtésében végzett munkájáért”), 2003-ban a Nemzeti Kulturális Alap, míg 2003-ban és 2006-ban Miskolc Megyei Jogú Város alkotói ösztöndíját nyerte el. 
Szabó Lőrinc-díjas, 2024-ben megkapta a Szépírók Társasága Kéri Piroska-díját.

## Szerkesztői munkái
Magyar-történelem szakos tanári diplomát szerzett Debrecenben.
Alapításától, 1989-től 1992-ig az Orpheus folyóiratot szerkesztette Miskolcon. Sikeresek voltak tematikus számaik: Irónia, Játék, Orpheus-mítosz. Az Orpheus szerkesztőjeként szervezte a háromnapos lillafüredi „80-as évek” konferenciát (1992), ahol közel 50 előadás és korreferátum hangzott el.
1992-1994-ig a Holnap irodalmi folyóirat főszerkesztője volt. A szerkesztésben társai voltak: Csiszár Imre (színház), Kishonthy Zsolt (képzőművészet), Selmeczi György (zene).
2007 nyarától a Miskolcon megjelenő Műút c. irodalmi, művészeti és kritikai folyóirat kritika-esszé rovatának szerkesztője.
Egyik ötletgazdája és a szervező Emlékbizottság tagja volt a 2008. november 27-29. között Miskolcon megrendezett három napos, nemzetközi Ferenczi Sándor-konferenciának.

## Próza, esszé
2002-től ír prózát, esszét. Azóta rendszeresen publikál a következő folyóiratokban: Alföld, Bárka, Élet és Irodalom, Holmi, Jelenkor, Kalligram, Kortárs, Kritika, Tiszatáj, Új Forrás.
Háromszor szerepelt a Magvető Könyvkiadónak az év legjobb novelláit összegyűjtő antológiájában, a Körképben: 2006, 2008, 2009.

## Kötetei
- Mészöly Miklós irodalmi munkássága. Válogatott bibliográfia; összeáll. Jenei László; II. Rákóczi Ferenc Megyei Könyvtár, Miskolc, 1989
- Ikerszobrok. A de Leónok, I.; JAK–Kijárat, Bp., 2002 (JAK)
- Mindenféle vágyak (elbeszélések és kisregény, Kortárs 2003)
- Szarvas a temetőben (regény, Jelenkor 2006)
- Szellemek és szerelmek (novellák, Bíbor, 2008)
- Ferenczi Sándor; szerk. Jenei László; Szépmesterségek Alapítvány–Miskolc, 2009 (Általuk híres e város...)
- Pulzus. Hányat ver a magyar irodalom szíve? Kritikai beszélgetéssorozat a József Attila Kör és a Petőfi Irodalmi Múzeum szervezésében; szerk. Bárány Tibor, Jenei László; Bíbor–JAK, Miskolc–Bp., 2009
- Bluebox. Kiskerti tabló; Bíbor, Miskolc, 2012
- Díszössztűz; Jelenkor, Bp., 2016
- Bódultak; Jelenkor, Bp., 2020

## Köteteiről szóló fontosabb írások
Ikerszobrok
- Bárány Tibor – ÉS 2002/37.
- Bengi László – Szépirodalmi Figyelő 2002/3.
- Keresztesi József – Magyar Narancs, 2002.
- Székely Judit – litera.hu 2003.03.06.
- Rácz I. Péter – Alföld 2003/1.
- Benyovszky Krisztián – Irodalmi Szemle 2002/9.

Mindenféle vágyak
- Nagy Csilla – Új Holnap 2005 Ősz
- Sturm László – Szépirodalmi Figyelő 2004/3.
- Lapis József – Alföld 2004/9.

Szarvas a temetőben
- Velkey György – Szépirodalmi Figyelő 2007/1.
- Bereti Gábor – Napút 2007/8.
- Gerőcs Péter – Alföld 2007/5.
- Gilbert Edit – Bárka 2007/4.
- Luchmann Zsuzsanna – Jelenkor 2007/11.

Szellemek és szerelmek
- Bárány Tibor – Élet és irodalom, 2008/29.
- Bodor Béla – Kritika, 2008/12.
- Darvasi Ferenc – Kortárs, 2009/2.
- Dávid Ádám – Bárka, 2008/6.
- Ughy Szabina – prae.hu
- Krupp József – Jelenkor 2009/7-8.